# Biegi narciarskie na Mistrzostwach Świata w Narciarstwie Klasycznym 2015
Biegi narciarskie na Mistrzostwach Świata w Narciarstwie Klasycznym 2015 rozgrywane były między 18 lutego a 1 marca 2015 w szwedzkiej miejscowości Falun. Zawodnicy rywalizowali w dwunastu konkurencjach, po sześć konkurencji dla kobiet oraz mężczyzn. Klasyfikację medalową wygrała reprezentacja Norwegii, zdobywając łącznie 14 medali, w tym 9 złotych, 2 srebrne i 3 brązowe.
Reprezentacja Polski zdobyła jeden brązowy medal – Justyna Kowalczyk i Sylwia Jaśkowiec zajęły trzecie miejsce w sprincie drużynowym kobiet techniką dowolną.

## Kalendarz
| Q | Kwalifikacje | F | Finał |

| Kalendarz                                                                 | Kalendarz   | Kalendarz | Kalendarz | Kalendarz | Kalendarz | Kalendarz | Kalendarz | Kalendarz | Kalendarz | Kalendarz | Kalendarz | Kalendarz | Kalendarz |
| ------------------------------------------------------------------------- | ----------- | --------- | --------- | --------- | --------- | --------- | --------- | --------- | --------- | --------- | --------- | --------- | --------- |
| Konkurencja                                                               | Konkurencja | Data      | Data      | Data      | Data      | Data      | Data      | Data      | Data      | Data      | Data      | Data      | Data      |
| Konkurencja                                                               | Konkurencja | 18.02     | 19.02     | 19.02     | 21.02     | 22.02     | 22.02     | 24.02     | 25.02     | 26.02     | 27.02     | 28.02     | 01.03     |
| Mężczyźni                                                                 |             |           |           |           |           |           |           |           |           |           |           |           |           |
| Sprint technika klasyczna                                                 |             | Q 13:00   | F 15:15   |           |           |           |           |           |           |           |           |           |           |
| Sprint drużynowy technika dowolna                                         |             |           |           |           | Q 12:30   | F 14:30   |           |           |           |           |           |           |           |
| Sztafeta 4 × 10 km technika klasyczna/dowolna                             |             |           |           |           |           |           |           |           |           | F 13:30   |           |           |           |
| Bieg na 15 km technika dowolna                                            | Q 15:00     |           |           |           |           |           |           | F 13:30   |           |           |           |           |           |
| Bieg łączony na 30 km 15 km techniką dowolną + 15 km techniką klasyczną   |             |           |           | F 14:30   |           |           |           |           |           |           |           |           |           |
| Bieg na 50 km technika klasyczna                                          |             |           |           |           |           |           |           |           |           |           |           | F 13:30   |           |
| Kobiety                                                                   |             |           |           |           |           |           |           |           |           |           |           |           |           |
| Sprint technika klasyczna                                                 |             | Q 13:00   | F 15:15   |           |           |           |           |           |           |           |           |           |           |
| Sprint drużynowy technika dowolna                                         |             |           |           |           | Q 12:30   | F 14:30   |           |           |           |           |           |           |           |
| Sztafeta 4 × 5 km technika klasyczna/dowolna                              |             |           |           |           |           |           |           |           | F 13:30   |           |           |           |           |
| Bieg na 10 km technika dowolna                                            | Q 13:30     |           |           |           |           |           | F 13:30   |           |           |           |           |           |           |
| Bieg łączony na 15 km 7,5 km techniką dowolną + 7,5 km techniką klasyczną |             |           |           | F 13:00   |           |           |           |           |           |           |           |           |           |
| Bieg na 30 km technika klasyczna                                          |             |           |           |           |           |           |           |           |           |           | F 13:00   |           |           |

## Zestawienie medalistów
| Konkurencja                | Złoto                                                                       | Czas      | Srebro                                                                         | Czas      | Brąz                                                                                       | Czas      |
| Sprint mężczyzn            | Petter Northug                                                              | 3:02,35   | Alex Harvey                                                                    | 3:02,40   | Ola Vigen Hattestad                                                                        | 3:02,70   |
| Sprint kobiet              | Marit Bjørgen                                                               | 3:26,63   | Stina Nilsson                                                                  | 3:27,05   | Maiken Caspersen Falla                                                                     | 3:27,62   |
| Bieg łączony kobiet        | Therese Johaug                                                              | 40:57,6   | Astrid Jacobsen                                                                | 41:03,3   | Charlotte Kalla                                                                            | 41:03,6   |
| Bieg łączony mężczyzn      | Maksim Wylegżanin                                                           | 1:16:25,9 | Dario Cologna                                                                  | 1:16:26,3 | Alex Harvey                                                                                | 1:16:27,5 |
| Sprint drużynowy kobiet    | Norwegia Ingvild Flugstad Østberg · Maiken Caspersen Falla                  | 14:29,57  | Szwecja Ida Ingemarsdotter · Stina Nilsson                                     | 14:37,74  | Polska Justyna Kowalczyk · Sylwia Jaśkowiec                                                | 14:38,05  |
| Sprint drużynowy mężczyzn  | Norwegia Petter Northug · Finn Hågen Krogh                                  | 15:32,89  | Rosja Aleksiej Pietuchow · Nikita Kriukow                                      | 15:38,53  | Włochy Dietmar Nöckler · Federico Pellegrino                                               | 15:38,62  |
| Bieg indywidualny kobiet   | Charlotte Kalla                                                             | 25:08,8   | Jessica Diggins                                                                | 25:49,8   | Caitlin Gregg                                                                              | 25:55,7   |
| Bieg indywidualny mężczyzn | Johan Olsson                                                                | 35:01,6   | Maurice Manificat                                                              | 35:19,4   | Anders Gløersen                                                                            | 35:20,8   |
| Sztafeta kobiet            | Norwegia Heidi Weng · Therese Johaug · Astrid Jacobsen · Marit Bjørgen      | 49:04,7   | Szwecja Sofia Bleckur · Charlotte Kalla · Maria Rydqvist · Stina Nilsson       | 49:33,9   | Finlandia Aino-Kaisa Saarinen · Kerttu Niskanen · Riitta-Liisa Roponen · Krista Pärmäkoski | 49:35,6   |
| Sztafeta mężczyzn          | Norwegia Niklas Dyrhaug · Didrik Tønseth · Anders Gløersen · Petter Northug | 1:34:18,5 | Szwecja Daniel Richardsson · Johan Olsson · Marcus Hellner · Calle Halfvarsson | 1:34:19,1 | Francja Jean-Marc Gaillard · Maurice Manificat · Robin Duvillard · Adrien Backscheider     | 1:34:49,5 |
| Bieg masowy kobiet         | Therese Johaug                                                              | 1:24:47,0 | Marit Bjørgen                                                                  | 1:25:39,3 | Charlotte Kalla                                                                            | 1:26:18,6 |
| Bieg masowy mężczyzn       | Petter Northug                                                              | 2:26:02,1 | Lukáš Bauer                                                                    | 2:26:03,8 | Johan Olsson                                                                               | 2:26:04,1 |

## Wyniki

### Kobiety

#### Sprint
| Miejsce | Zawodniczka              | Reprezentacja     | Wynik    | Strata |
| ------- | ------------------------ | ----------------- | -------- | ------ |
| złoto   | Marit Bjørgen            | Norwegia          | Finał    |        |
| srebro  | Stina Nilsson            | Szwecja           | Finał    | +0,42  |
| brąz    | Maiken Caspersen Falla   | Norwegia          | Finał    | +0,99  |
| 4.      | Justyna Kowalczyk        | Polska            | Finał    | +1,43  |
| 5.      | Ingvild Flugstad Østberg | Norwegia          | Finał    | +6,10  |
| 6.      | Kari Vikhagen Gjeitnes   | Norwegia          | Finał    | +10,47 |
|         |                          |                   |          |        |
| 7.      | Kerttu Niskanen          | Finlandia         | Półfinał | +5,34  |
| 8.      | Alena Procházková        | Słowacja          | Półfinał | +5,96  |
| 9.      | Celine Brun-Lie          | Norwegia          | Półfinał | +6,80  |
| 10.     | Sophie Caldwell          | Stany Zjednoczone | Półfinał | +5,86  |

#### Bieg łączony
| Miejsce | Zawodniczka           | Reprezentacja | Czas    | Strata  |
| ------- | --------------------- | ------------- | ------- | ------- |
| złoto   | Therese Johaug        | Norwegia      | 40:57,6 | –       |
| srebro  | Astrid Jacobsen       | Norwegia      | 41:03,3 | +5,7    |
| brąz    | Charlotte Kalla       | Szwecja       | 41:03,6 | +6,0    |
| 4.      | Kerttu Niskanen       | Finlandia     | 41:03,3 | +1:05,7 |
| 5.      | Sofia Bleckur         | Szwecja       | 41:05,0 | +1:07,4 |
| 6.      | Marit Bjørgen         | Norwegia      | 41:30,8 | +1:33,2 |
| 7.      | Heidi Weng            | Norwegia      | 41:38,9 | +1:41,3 |
| 8.      | Riitta-Liisa Roponen  | Finlandia     | 41:39,2 | +1:41,6 |
| 9.      | Maria Rydqvist        | Szwecja       | 41:40,8 | +1:43,2 |
| 10.     | Eva Vrabcová-Nývltová | Czechy        | 41:41,4 | +1:43,8 |

#### Sprint drużynowy
| Miejsce | Reprezentacja     | Zawodniczki                                     | Czas     | Strata |
| ------- | ----------------- | ----------------------------------------------- | -------- | ------ |
| złoto   | Norwegia          | Ingvild Flugstad Østberg Maiken Caspersen Falla | 14:29,57 | –      |
| srebro  | Szwecja           | Ida Ingemarsdotter Stina Nilsson                | 14:37,74 | +8,17  |
| brąz    | Polska            | Justyna Kowalczyk Sylwia Jaśkowiec              | 14:38,05 | +8,48  |
| 4.      | Niemcy            | Nicole Fessel Denise Herrmann                   | 14:41,14 | +11,57 |
| 5.      | Rosja             | Anastazja Docenko Natalja Matwiejewa            | 14:58,76 | +29,19 |
| 6.      | Francja           | Coraline Thomas Hugue Célia Aymonier            | 14:59,83 | +30,26 |
| 7.      | Szwajcaria        | Seraina Boner Laurien van der Graaff            | 15:03,55 | +33,98 |
| 8.      | Stany Zjednoczone | Sophie Caldwell Jessica Diggins                 | 15:03,63 | +34,06 |
| 9.      | Słowenia          | Katja Višnar Nika Razinger                      | 15:11,96 | +42,39 |
| 10.     | Finlandia         | Riikka Sarasoja-Lilja Anne Kyllönen             | 15:12,47 | +42,90 |

#### Bieg na 10 km
| Miejsce | Zawodniczka             | Reprezentacja     | Czas    | Strata  |
| ------- | ----------------------- | ----------------- | ------- | ------- |
| złoto   | Charlotte Kalla         | Szwecja           | 25:08,8 | –       |
| srebro  | Jessica Diggins         | Stany Zjednoczone | 25:49,8 | +41,0   |
| brąz    | Caitlin Gregg           | Stany Zjednoczone | 25:55,7 | +46,9   |
| 4.      | Maria Rydqvist          | Szwecja           | 25:57,4 | +48,6   |
| 5.      | Anouk Faivre-Picon      | Francja           | 26:04,0 | +55,2   |
| 6.      | Nathalie von Siebenthal | Szwajcaria        | 26:08,0 | +59,2   |
| 7.      | Masako Ishida           | Japonia           | 26:11,3 | +1:02,5 |
| 8.      | Kerttu Niskanen         | Finlandia         | 26:13,4 | +1:04,6 |
| 9.      | Seraina Boner           | Szwajcaria        | 26:14,6 | +1:05,8 |
| 10.     | Liz Stephen             | Stany Zjednoczone | 26:15,2 | +1:06,4 |

#### Sztafeta
| Miejsce | Reprezentacja     | Zawodniczki                                                                  | Czas    | Strata  |
| ------- | ----------------- | ---------------------------------------------------------------------------- | ------- | ------- |
| złoto   | Norwegia          | Heidi Weng Therese Johaug Astrid Jacobsen Marit Bjørgen                      | 49:04,7 | –       |
| srebro  | Szwecja           | Sofia Bleckur Charlotte Kalla Maria Rydqvist Stina Nilsson                   | 49:33,9 | +29,2   |
| brąz    | Finlandia         | Aino-Kaisa Saarinen Kerttu Niskanen Riitta-Liisa Roponen Krista Pärmäkoski   | 49:35,6 | +30,9   |
| 4.      | Stany Zjednoczone | Sadie Maubet Bjornsen Rosie Brennan Liz Stephen Jessica Diggins              | 50:54,6 | +1:49,9 |
| 5.      | Polska            | Kornelia Kubińska Justyna Kowalczyk Ewelina Marcisz Sylwia Jaśkowiec         | 50:57,0 | +1:52,3 |
| 6.      | Niemcy            | Victoria Carl Stefanie Böhler Denise Herrmann Nicole Fessel                  | 50:59,2 | +1:54,5 |
| 7.      | Rosja             | Anastazja Docenko Alewtina Tanygina Natalja Żukowa Julija Czekalowa          | 51:44,4 | +2:39,7 |
| 8.      | Francja           | Aurore Jéan Célia Aymonier Anouk Faivre-Picon Coraline Thomas Hugue          | 52:12,8 | +3:08,1 |
| 9.      | Włochy            | Francesca Baudin Virginia De Martin Topranin Marina Piller Ilaria Debertolis | 53:05,6 | +4:00,9 |
| 10.     | Słowenia          | Anamarija Lampič Katja Višnar Nika Razinger Lea Einfalt                      | 53:20,6 | +4:15,9 |

#### Bieg na 30 km
| Miejsce | Zawodniczka              | Reprezentacja | Czas      | Strata  |
| ------- | ------------------------ | ------------- | --------- | ------- |
| złoto   | Therese Johaug           | Norwegia      | 1:24:47,0 | –       |
| srebro  | Marit Bjørgen            | Norwegia      | 1:25:39,3 | +52,3   |
| brąz    | Charlotte Kalla          | Szwecja       | 1:26:18,6 | +1:31,6 |
| 4.      | Kerttu Niskanen          | Finlandia     | 1:26:42,2 | +1:55,2 |
| 5.      | Sofia Bleckur            | Szwecja       | 1:26:56,3 | +2:09,3 |
| 6.      | Stefanie Böhler          | Niemcy        | 1:27:23,9 | +2:36,9 |
| 7.      | Aino-Kaisa Saarinen      | Finlandia     | 1:27:32,2 | +2:45,2 |
| 8.      | Heidi Weng               | Norwegia      | 1:27:32,7 | +2:45,7 |
| 9.      | Eva Vrabcová-Nývltová    | Czechy        | 1:27:39,4 | +2:52,4 |
| 10.     | Ingvild Flugstad Østberg | Norwegia      | 1:27:48,1 | +3:01,1 |

### Mężczyźni

#### Sprint
| Miejsce | Zawodnik            | Reprezentacja | Wynik    | Strata  |
| ------- | ------------------- | ------------- | -------- | ------- |
| złoto   | Petter Northug      | Norwegia      | Finał    | 3:02,35 |
| srebro  | Alex Harvey         | Kanada        | Finał    | +0,05   |
| brąz    | Ola Vigen Hattestad | Norwegia      | Finał    | +0,35   |
| 4.      | Nikita Kriukow      | Rosja         | Finał    | +0,38   |
| 5.      | Federico Pellegrino | Włochy        | Finał    | +0,67   |
| 6.      | Tomas Northug       | Norwegia      | Finał    | +17,28  |
|         |                     |               |          |         |
| 7.      | Teodor Peterson     | Szwecja       | Półfinał | +0,77   |
| 8.      | Ueli Schnider       | Szwajcaria    | Półfinał | +1,05   |
| 9.      | Ristomatti Hakola   | Finlandia     | Półfinał | +2,18   |
| 10.     | Toni Ketelä         | Finlandia     | Półfinał | +2,73   |

#### Bieg łączony
| Miejsce | Zawodnik           | Reprezentacja | Czas      | Strata |
| ------- | ------------------ | ------------- | --------- | ------ |
| złoto   | Maksim Wylegżanin  | Rosja         | 1:16:25,9 | –      |
| srebro  | Dario Cologna      | Szwajcaria    | 1:16:26,3 | +0,4   |
| brąz    | Alex Harvey        | Kanada        | 1:16:27,5 | +1,6   |
| 4.      | Didrik Tønseth     | Norwegia      | 1:16:29,3 | +3,4   |
| 5.      | Maurice Manificat  | Francja       | 1:16:36,1 | +10,2  |
| 6.      | Calle Halfvarsson  | Szwecja       | 1:16:48,7 | +22,8  |
| 7.      | Niklas Dyrhaug     | Norwegia      | 1:16:51,8 | +25,9  |
| 8.      | Jewgienij Biełow   | Rosja         | 1:16:52,6 | +26,7  |
| 9.      | Jean-Marc Gaillard | Francja       | 1:16:53,5 | +27,6  |
| 10.     | Marcus Hellner     | Szwecja       | 1:16:57,8 | +31,9  |

#### Sprint drużynowy
| Miejsce | Reprezentacja     | Zawodnicy                           | Czas     | Strata   |
| ------- | ----------------- | ----------------------------------- | -------- | -------- |
| złoto   | Norwegia          | Finn Hågen Krogh Petter Northug     | 15:32,89 | –        |
| srebro  | Rosja             | Aleksiej Pietuchow Nikita Kriukow   | 15:38,53 | +5,64    |
| brąz    | Włochy            | Dietmar Nöckler Federico Pellegrino | 15:38,62 | +5,73    |
| 4.      | Niemcy            | Thomas Bing Tim Tscharnke           | 15:39,00 | +6,11    |
| 5.      | Finlandia         | Ville Nousiainen Martti Jylhä       | 15:46,55 | +13,66   |
| 6.      | Czechy            | Aleš Razým Dušan Kožíšek            | 15:49,62 | +16,73   |
| 7.      | Stany Zjednoczone | Andrew Newell Simi Hamilton         | 15:50,37 | +17,48   |
| 8.      | Polska            | Maciej Kreczmer Maciej Staręga      | 15:59,35 | +26,46   |
| 9.      | Szwecja           | Calle Halfvarsson Teodor Peterson   | 16:20,32 | +47,43   |
| 10.     | Francja           | Robin Duvillard Baptiste Gros       | 16:33,93 | +1:01,04 |

#### Bieg na 15 km
| Miejsce | Zawodnik           | Reprezentacja | Czas    | Strata  |
| ------- | ------------------ | ------------- | ------- | ------- |
| złoto   | Johan Olsson       | Szwecja       | 35:01,6 | –       |
| srebro  | Maurice Manificat  | Francja       | 35:19,4 | +17,8   |
| brąz    | Anders Gløersen    | Norwegia      | 35:20,8 | +19,2   |
| 4.      | Marcus Hellner     | Szwecja       | 35:41,4 | +39,8   |
| 5.      | Finn Hågen Krogh   | Norwegia      | 35:49,2 | +47,6   |
| 6.      | Bernhard Tritscher | Austria       | 35:55,0 | +53,4   |
| 7.      | Lukáš Bauer        | Czechy        | 35:56,3 | +54,7   |
| 8.      | Chris Jespersen    | Norwegia      | 35:58,8 | +57,2   |
| 9.      | Sjur Røthe         | Norwegia      | 36:02,8 | +1:01,2 |
| 10.     | Jewgienij Biełow   | Rosja         | 36:06,3 | +1:04,7 |

#### Sztafeta
| Miejsce | Reprezentacja | Zawodnicy                                                                     | Czas      | Strata  |
| ------- | ------------- | ----------------------------------------------------------------------------- | --------- | ------- |
| złoto   | Norwegia      | Niklas Dyrhaug Didrik Tønseth Anders Gløersen Petter Northug                  | 1:34:18,5 | –       |
| srebro  | Szwecja       | Daniel Richardsson Johan Olsson Marcus Hellner Calle Halfvarsson              | 1:34:19.1 | +0,6    |
| brąz    | Francja       | Jean-Marc Gaillard Maurice Manificat Robin Duvillard Adrien Backscheider      | 1:34:27.4 | +8,9    |
| 4.      | Rosja         | Maksim Wylegżanin Aleksandr Biessmiertnych Aleksander Legkow Jewgienij Biełow | 1:34:49,5 | +31,0   |
| 5.      | Szwajcaria    | Ueli Schnider Dario Cologna Jonas Baumann Toni Livers                         | 1:36:21,5 | +2:03,0 |
| 6.      | Włochy        | Francesco De Fabiani Dietmar Nöckler Roland Clara Federico Pellegrino         | 1:36:45,7 | +2:27,2 |
| 7.      | Niemcy        | Jonas Dobler Thomas Bing Florian Notz Tim Tscharnke                           | 1:36:57,5 | +2:39,0 |
| 8.      | Finlandia     | Sami Jauhojärvi Iivo Niskanen Matti Heikkinen Ville Nousiainen                | 1:36:57,5 | +2:39,0 |
| 9.      | Czechy        | Aleš Razým Martin Jakš Dušan Kožíšek Petr Knop                                | 1:37:03,1 | +2:44,6 |
| 10.     | Kanada        | Alex Harvey Graeme Killick Ivan Babikov Len Väljas                            | 1:37:22,0 | +3:03,5 |

#### Bieg na 50 km
| Miejsce | Zawodnik                 | Reprezentacja | Czas      | Strata |
| ------- | ------------------------ | ------------- | --------- | ------ |
| złoto   | Petter Northug           | Norwegia      | 2:26:02,1 | –      |
| srebro  | Lukáš Bauer              | Czechy        | 2:26:03,8 | +1,7   |
| brąz    | Johan Olsson             | Szwecja       | 2:26:04,1 | +2,0   |
| 4.      | Maksim Wylegżanin        | Rosja         | 2:26:04,9 | +2,8   |
| 5.      | Alex Harvey              | Kanada        | 2:26:08,1 | +6,0   |
| 6.      | Dario Cologna            | Szwajcaria    | 2:26:11,6 | +9,5   |
| 7.      | Aleksiej Połtoranin      | Kazachstan    | 2:26:12,2 | +10,1  |
| 8.      | Didrik Tønseth           | Norwegia      | 2:26:12,2 | +14,6  |
| 9.      | Daniel Richardsson       | Szwecja       | 2:26:16,7 | +17,5  |
| 10.     | Aleksandr Biessmiertnych | Rosja         | 2:26:19,6 | +20,7  |

## Klasyfikacja medalowa
| #       | Reprezentacja     | Złoto | Srebro | Brąz | Razem |
| ------- | ----------------- | ----- | ------ | ---- | ----- |
| 1.      | Norwegia          | 9     | 2      | 3    | 14    |
| 2.      | Szwecja           | 2     | 4      | 3    | 9     |
| 3.      | Rosja             | 1     | 1      | 0    | 2     |
| 4.      | Kanada            | 0     | 1      | 1    | 2     |
| 4.      | Francja           | 0     | 1      | 1    | 2     |
| 4.      | Stany Zjednoczone | 0     | 1      | 1    | 2     |
| 7.      | Czechy            | 0     | 1      | 0    | 1     |
| 7.      | Szwajcaria        | 0     | 1      | 0    | 1     |
| 9.      | Finlandia         | 0     | 0      | 1    | 1     |
| 9.      | Polska            | 0     | 0      | 1    | 1     |
| 9.      | Włochy            | 0     | 0      | 1    | 1     |
| Łącznie | Łącznie           | 12    | 12     | 12   | 36    |